# Pierre François Massey
Pierre François Massey est un homme politique français né le 2 janvier 1754 à Amiens (Somme) et décédé le 6 février 1819 dans la même ville.

## Biographie
Manufacturier de coton à Amiens, il « siège à partir de 1784 à la Chambre de commerce de Picardie et au tribunal de commerce d'Amiens ». 
Il est élu député de la Somme à l'Assemblée législative. Il y présente en 1792 un « projet de prohibition totale de sortie de certaines matières premières » et de « protectionnisme intégral » des manufactures françaises qui suscite de nombreux débats mais ne sera voté qu'au moment de la Convention.
Il est juge au tribunal de commerce d'Amiens en 1791, puis président de 1798 à 1801, conseiller municipal d'Amiens et conseiller d'arrondissement.

## Famille
Il est le fils de Pierre François Massey et de Françoise de Ribeaucourt. Il épouse en 1779 Marie Françoise Angélique Anselin. De leur union naissent cinq enfants, dont Pierre Vast Vite Massey (1783 Amiens-1860 id), député de la Somme sous la Monarchie de Juillet.